# Брейкшс, Леонид
Леонид Брейкшс (латыш. Leonīds Breikšs) — латышский поэт и журналист. Известен своей любовной лирикой и патриотической поэзией.

## Биография
Родился в Московской губернии в многодетной латышской семье. В 1920 году семья переехала в Латвию.
Первые стихи написал в 1921 году. 29 декабря 1922 года в газете „Kurzemnieks” состоялась его первая публикация. Пытался опубликовать сборник стихов Есенина, однако не хватило денег. До 1927 года учился в Первой Рижской гимназии, где преподавателем латышского языка и литературы работал Вилис Плудонис. С 1930 года работал в газете „Latvis”, с 1936 был редактором журнала „Skolas dzīve”.
После аннексии Латвии был арестован и депортирован вглубь СССР, где погиб в 1942 году. Точная дата и место смерти неизвестны.

## Внешние ссылки
- Стихи Брейкшса
- Leonids Brekiss biography by Martins Bisters